# Txussovoi
Txussovoi (en rus: Чусовой) és una ciutat del krai de Perm, a Rússia. El riu Txussovaia rega la ciutat i li dona nom. Aquí el Txussovaia conflueix amb un dels seus afluents, l'Usva. Està situada a 98 km al nord-est de Perm. La seva població era de 49.269 habitants el 2008. Es pot accedir a Txussovoi amb tren o vaixell des de Perm. És capital del raion del mateix nom.

## Història
L'emplaçament de Txussovoi es coneix, d'ençà el segle xvi, un poble anomenat Kamasi. La localitat coneix un creixement notable a partir de 1874 arran de la construcció del ferrocarril miner de Perm - Kushva - Iekaterinburg (Уральская Горнозаводская железная дорога, primera línia ferroviària a travessar els Urals, per aquesta raó es va construir l'estació de Txussovaia, pel riu veí. El 1878, la línia s'obre al tràfic i és enllaçada a l'any següent a Solikamsk. El 1897, comença la construcció d'una fàbrica siderúrgica.
La localitat rep l'estatus d'assentament de tipus urbà el 1917, i el 1933, el de ciutat, així com el seu nom actual.

## Població
| 1897   | 1926   | 1939   | 1959   | 1970   |
| ------ | ------ | ------ | ------ | ------ |
| 1 000  | 18 000 | 43 000 | 60 700 | 58 200 |
| 1979   | 1989   | 1992   | 2002   | 2008   |
| 56 400 | 57 900 | 58 000 | 51 615 | 49 269 |

## Economia
L'economia de la ciutat resideix sobre la fàbrica siderúrgica de la societat OAO Chusovskoy Metallurguícheski Zavod (rus: ОАО Чусовской металлургический завод), especialidada en treballs d'acer i ferroaliatges. Dona ocupació a 6.560 treballadors (2008).

## Nascuts a Txussovoi
- Albert Démchenko (1971), esportista (luge).
- Tatiana Ivánova (1991), esportista (luge).
- Vladislav Yushakov (1985), esportista (luge).
- Vladímir Majnutin (1987), esportista (luge).
- Oleg Medvédev (1986), esportista (luge).
- Iván Nevmershitski (1985), esportista (luge).
- Vladímir Prójorov (1984), esportista (luge).

## Galeria d'imatges

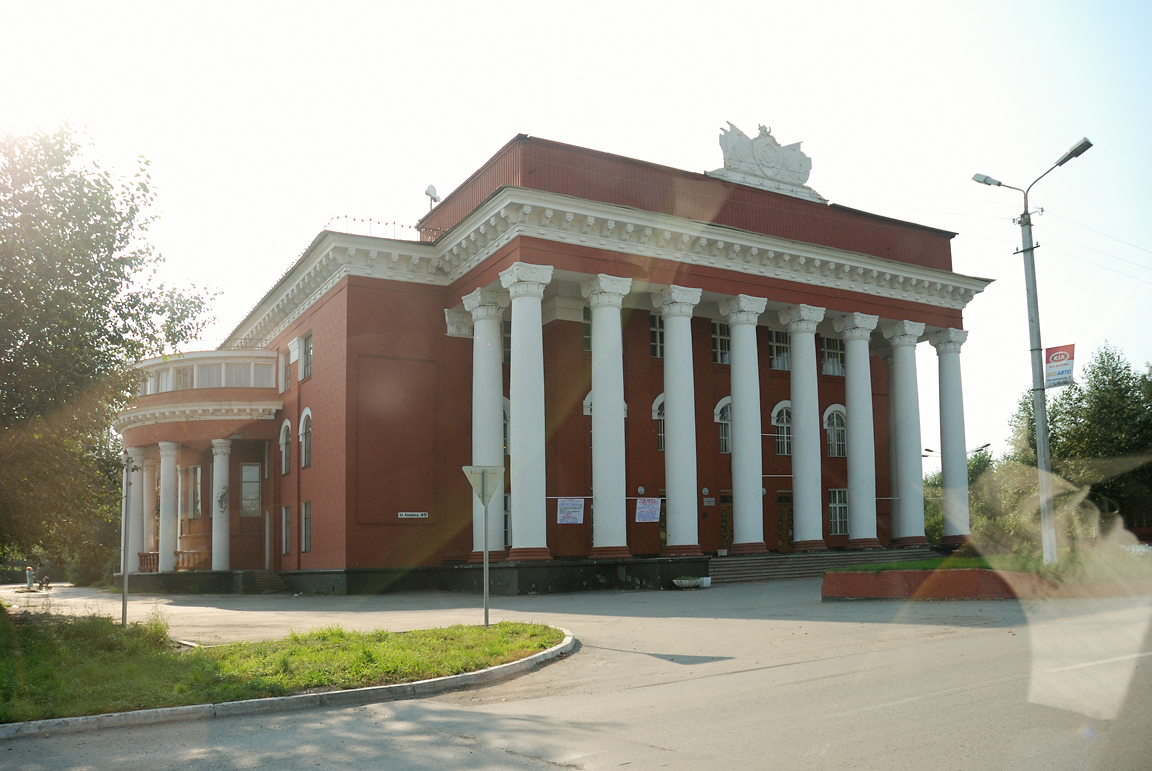
Palau de la Cultura.
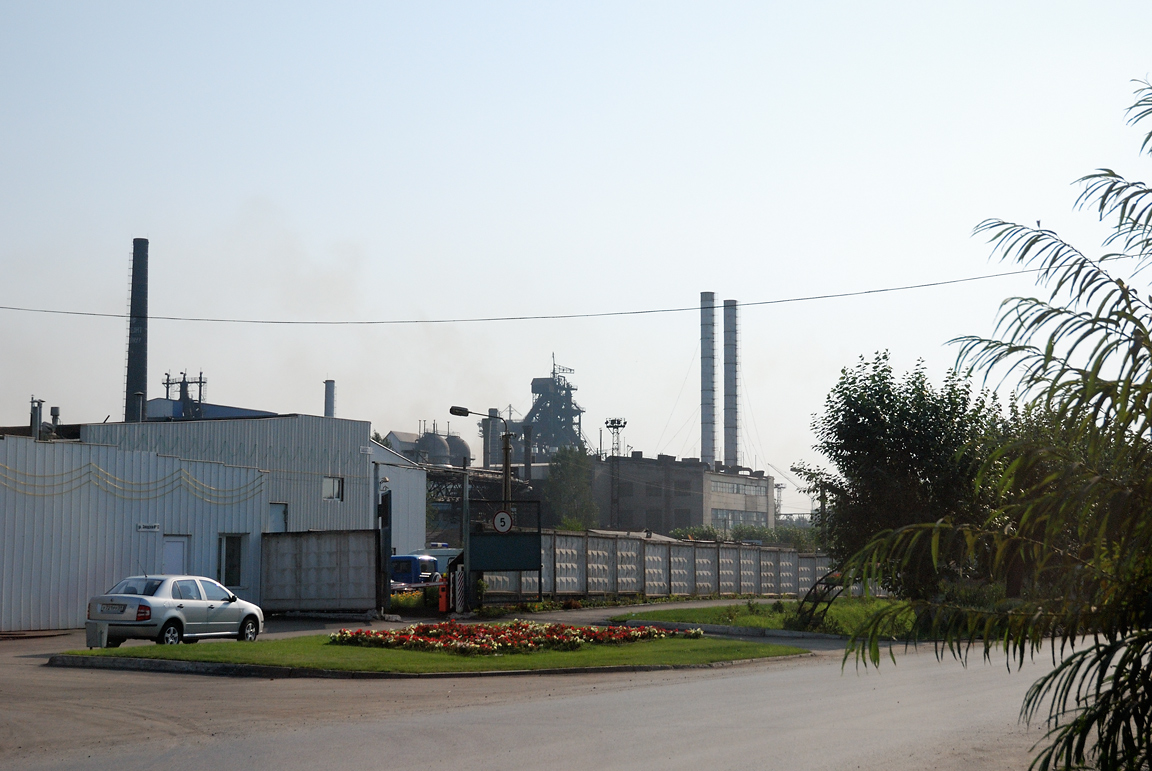
Fàbrica siderúrgica.